# Carlota Boza Mendo
Carlota Boza Mendo (Boadilla del Monte, 16 de maig de 2001) és una actriu espanyola coneguda pel paper de Carlota Rivas a la sèrie La que se avecina.
Va néixer a Boadilla del Monte el 16 de maig de 2001. Actriu des de la seva infància, és especialment coneguda pel seu paper a la sèrie de Telecinco La que se avecina, juntament amb el seu germà Fernando Boza. L'actriu hi va actuar des del 2006, quan tenia 5 anys, fins al 2020, quan va decidir abandonar la sèrie.
Posteriorment, amb el seu germà Fernando, ha llançat una línia de roba o accessoris anomenada «Un aguacate en invierno», que utilitza material reciclats.